# Seven Trees
Seven Trees és una concentració de població designada pel cens dels Estats Units a l'estat de Califòrnia. Segons el cens del 2000 tenia 1.666 habitants.

## Demografia
Segons el cens del 2000, Seven Trees tenia 1.666 habitants, 403 habitatges, i 307 famílies. La densitat de població era de 3.783,8 habitants/km².
Dels 403 habitatges en un 39% hi vivien nens de menys de 18 anys, en un 51,1% hi vivien parelles casades, en un 16,9% dones solteres, i en un 23,8% no eren unitats familiars. En el 17,6% dels habitatges hi vivien persones soles el 7,4% de les quals corresponia a persones de 65 anys o més que vivien soles. El nombre mitjà de persones vivint en cada habitatge era de 4,13 i el nombre mitjà de persones que vivien en cada família era de 4,57.
Per edats la població es repartia de la següent manera: un 29,4% tenia menys de 18 anys, un 12,7% entre 18 i 24, un 30,4% entre 25 i 44, un 17,8% de 45 a 60 i un 9,7% 65 anys o més.
L'edat mediana era de 30 anys. Per cada 100 dones de 18 o més anys hi havia 106,3 homes.
La renda mediana per habitatge era de 34.375 $ i la renda mediana per família de 43.313 $. Els homes tenien una renda mediana de 33.625 $ mentre que les dones 23.375 $. La renda per capita de la població era de 17.012 $. Entorn del 27,6% de les famílies i el 32,8% de la població estaven per davall del llindar de pobresa.

## Poblacions properes
El següent diagrama mostra les poblacions més properes.